# Želetice (Znojmo)
Želetice é uma comuna checa localizada na região de Morávia do Sul, distrito de Znojmo.